# Henry Guy Fangel

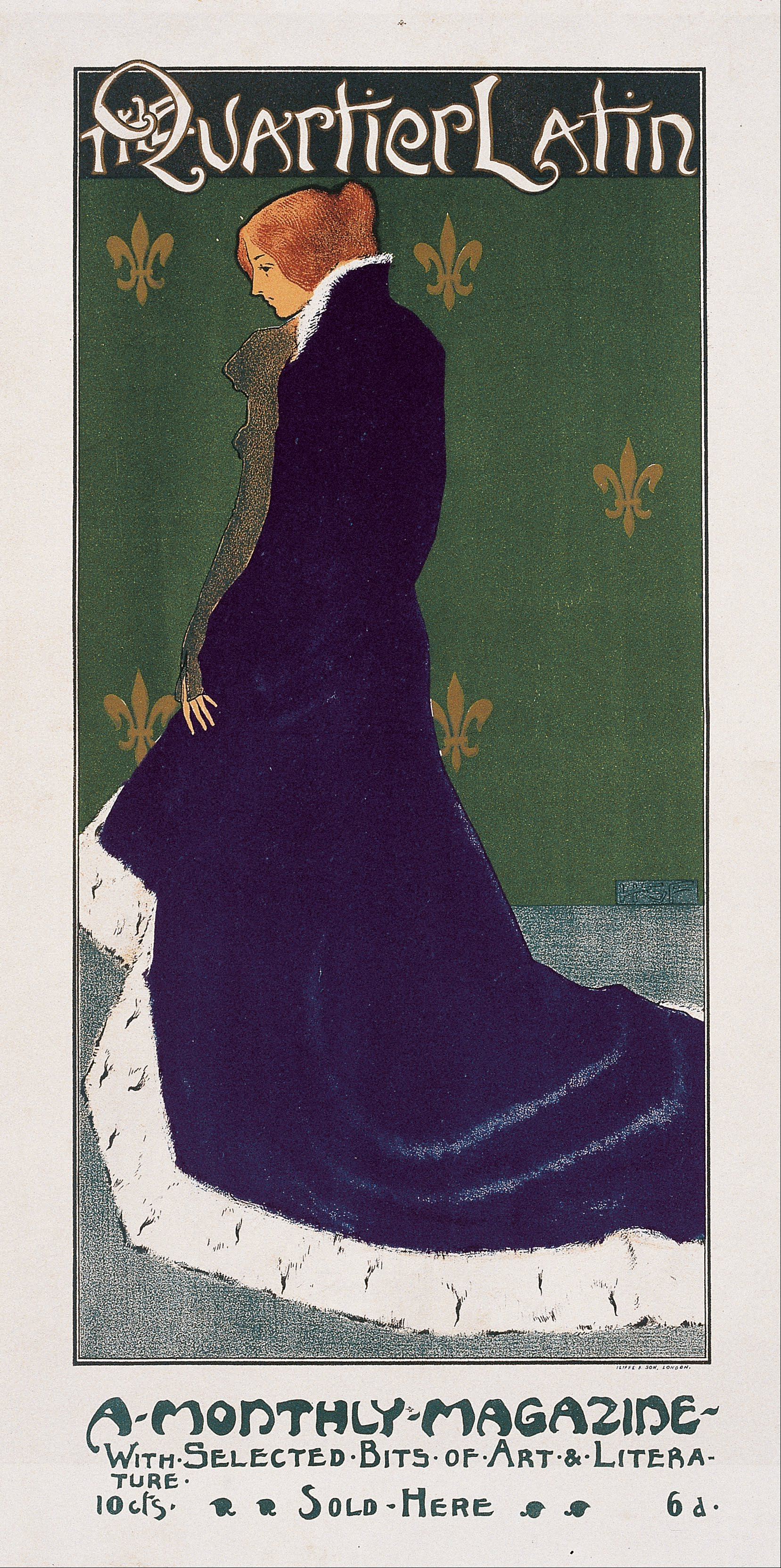
Quartier Latin, una de les seves obres més conegudes

Henry Guy Fangel (1875-1943), fou un escriptor i il·lustrador i editor actiu al segle xix. Va editar la revista Good Housekeeping. Es va casar amb Maud Tousey el 1909. A finals de la dècada de 1910 es va afeccionar a la fotografia, i va fotografiar ficció, poesia i fins i tot algun anunci comercial. Posteriorment va desaparèixer de la vida pública, refugiant-se molt probablement a França. El Museu Nacional d'Art de Catalunya conserva obra seva.